# Cơ giới hóa nông nghiệp

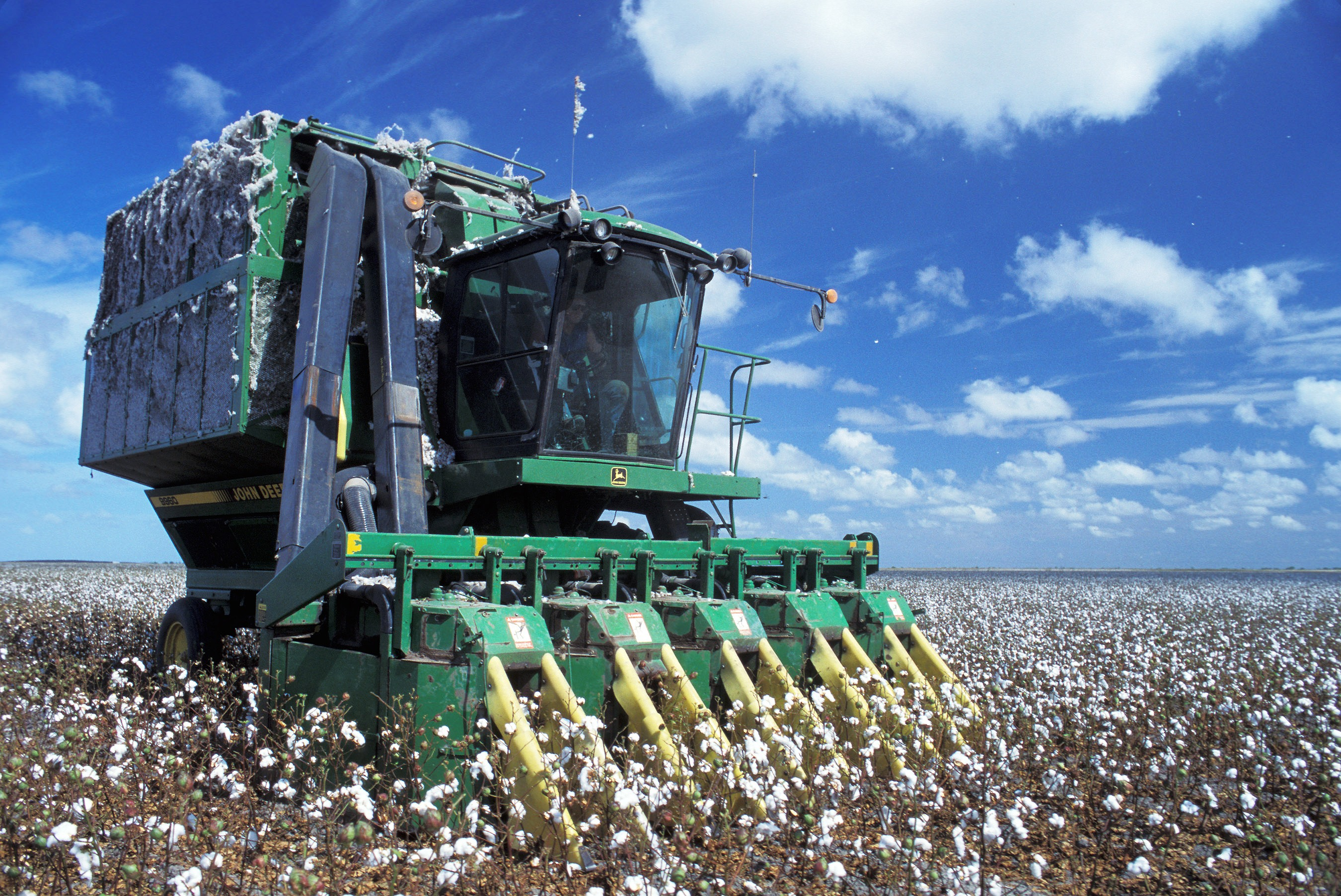
Máy thu hoạch bông được giới thiệu vào giữa những năm 1940, mỗi máy có thể thực hiện công việc của 50 người.

Cơ giới hóa nông nghiệp là việc sử dụng máy móc và thiết bị để thực hiện các hoạt động nông nghiệp, từ công cụ đơn giản đến thiết bị có động cơ phức tạp. Sự phát triển này đã thay thế nhiều công việc nông trại trước đây do lao động bằng tay hoặc động vật lao động thực hiện.
Cơ giới hóa nông nghiệp là một phần của tiến hóa công nghệ trong tự động hóa nông nghiệp, từ công cụ tay đến cơ giới hóa động cơ, số hóa và cuối cùng là robot với trí tuệ nhân tạo (AI). Các tiến bộ này cải thiện năng suất, quản lý cây trồng, chăn nuôi, nuôi trồng thủy sản và lâm nghiệp, cải thiện điều kiện làm việc, gia tăng thu nhập, giảm công việc và tạo cơ hội kinh doanh nông thôn mới.
Cơ giới hóa nông nghiệp sử dụng máy kéo, xe tải, máy gặt đập, các công cụ nông nghiệp, máy bay và trực thăng, cùng với máy tính và hình ảnh vệ tinh để tăng hiệu suất. Thiết bị số hóa càng ngày càng quan trọng, thậm chí thay thế các máy móc có động cơ để tự động chẩn đoán và đưa ra quyết định.
Cơ giới hóa nông nghiệp đã góp phần vào quá trình đô thị hóa và phát triển nền kinh tế công nghiệp, nhưng cần cân nhắc về tác động tiêu cực như ô nhiễm, phá rừng và xói mòn đất nếu không được thực hiện một cách bền vững.

## Lịch sử

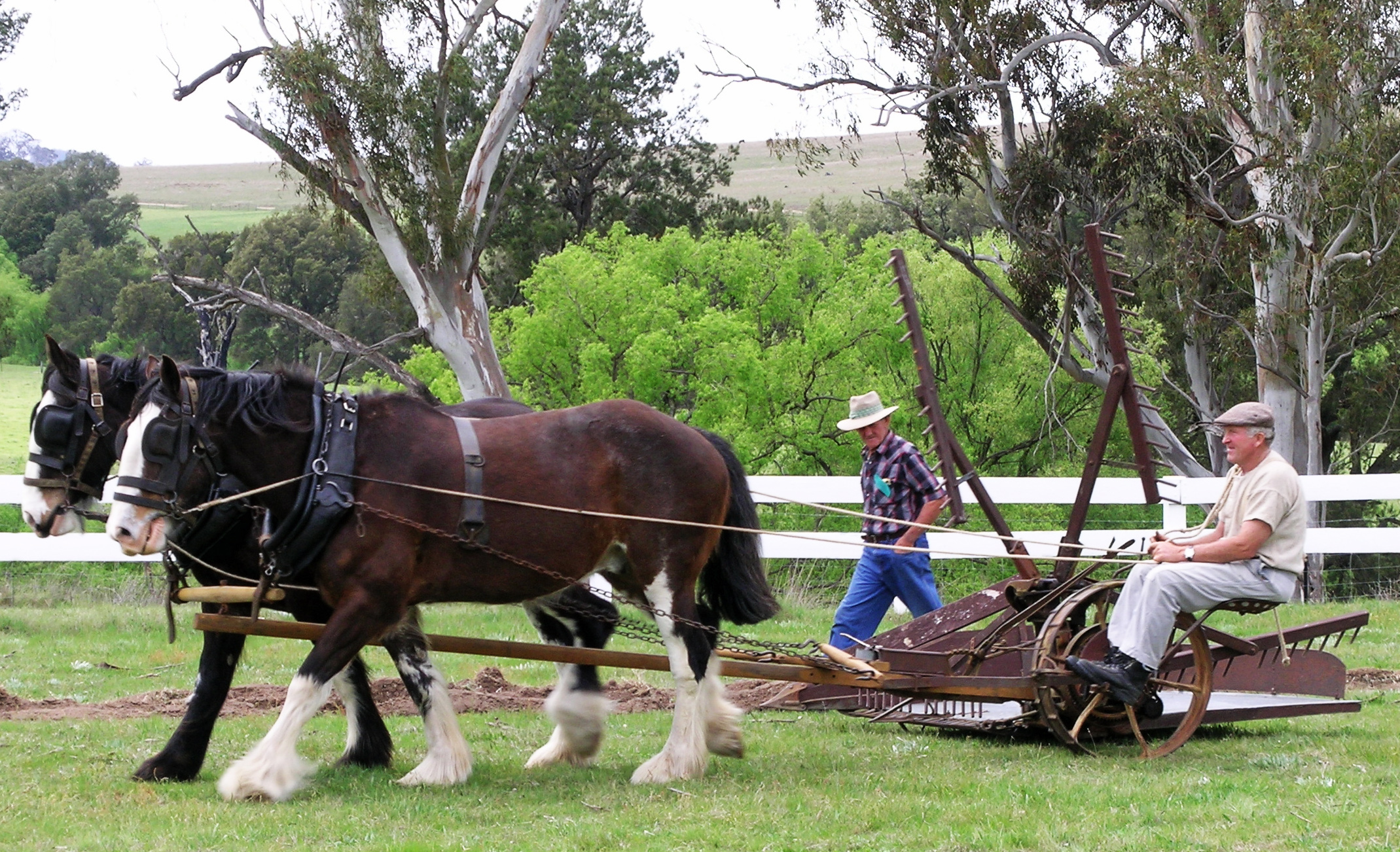
Máy gặt tại Woolbrook, New South Wales

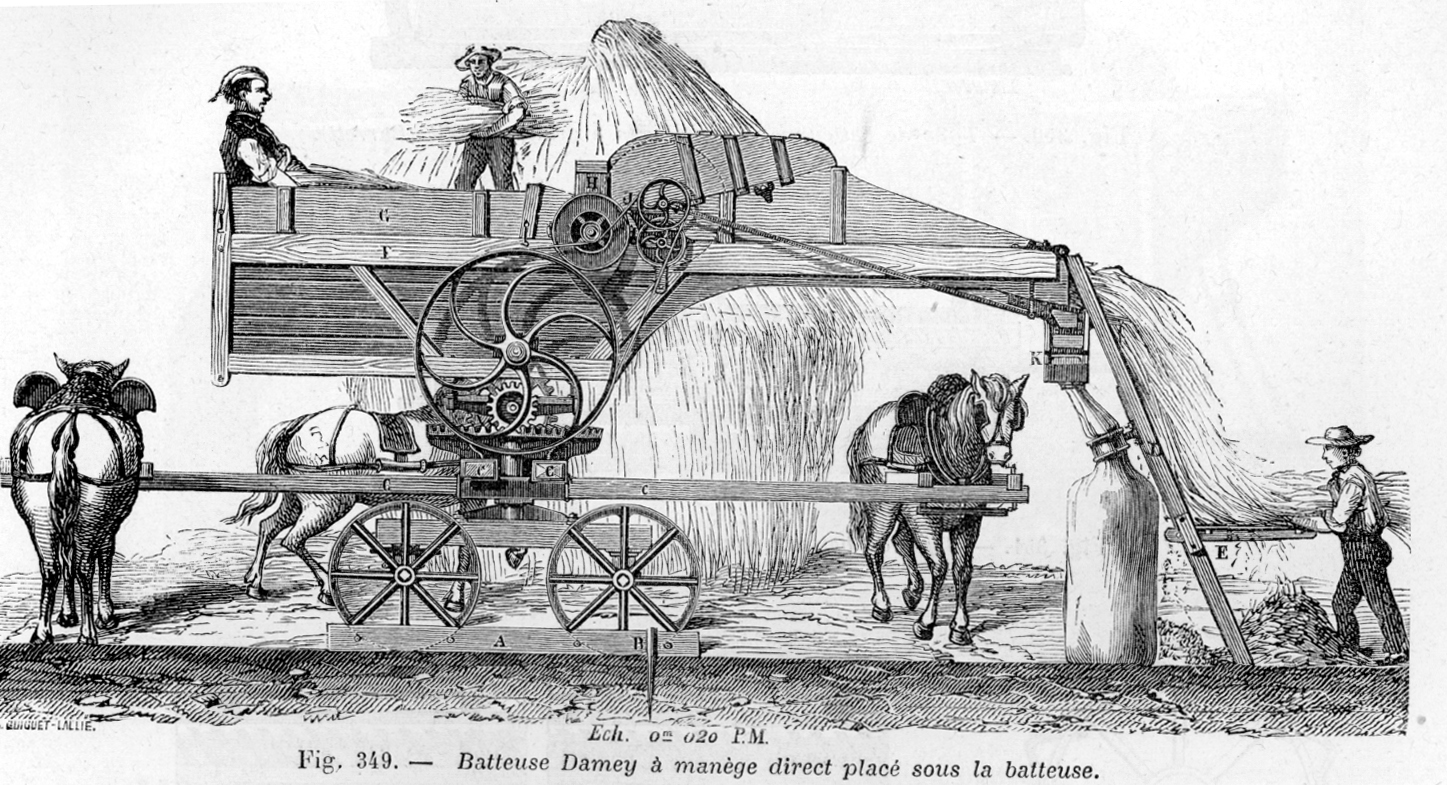
Máy xử lý hạt vào năm 1881. Sử dụng động cơ hơi nước để vận hành máy xử lý hạt. Ngày nay, gặt và xử lý hạt đều được thực hiện bằng máy gặt đập bắp.

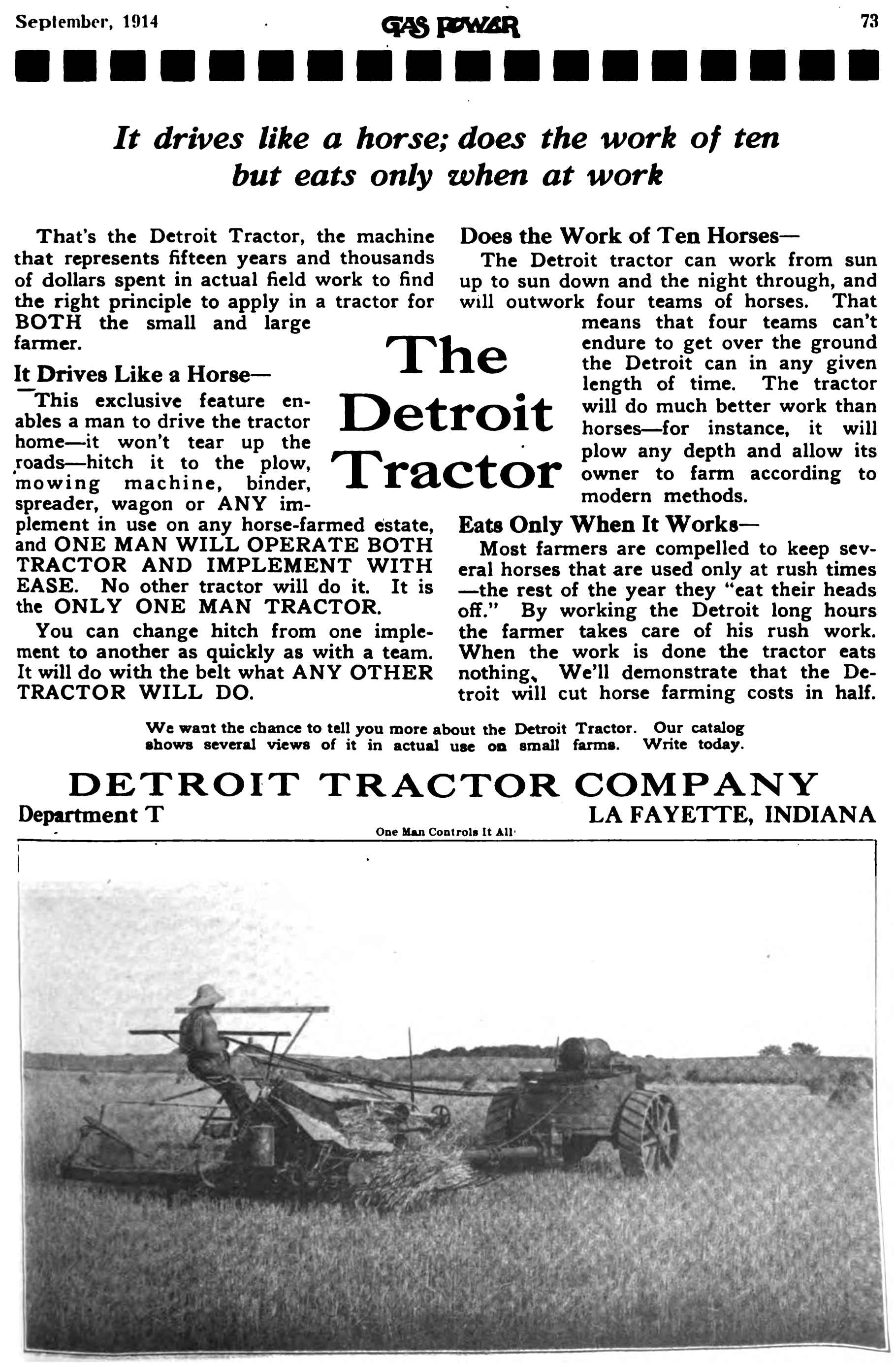
"Tốt hơn và rẻ hơn so với ngựa" là chủ đề của nhiều quảng cáo từ thập kỷ 1910 đến 1930.

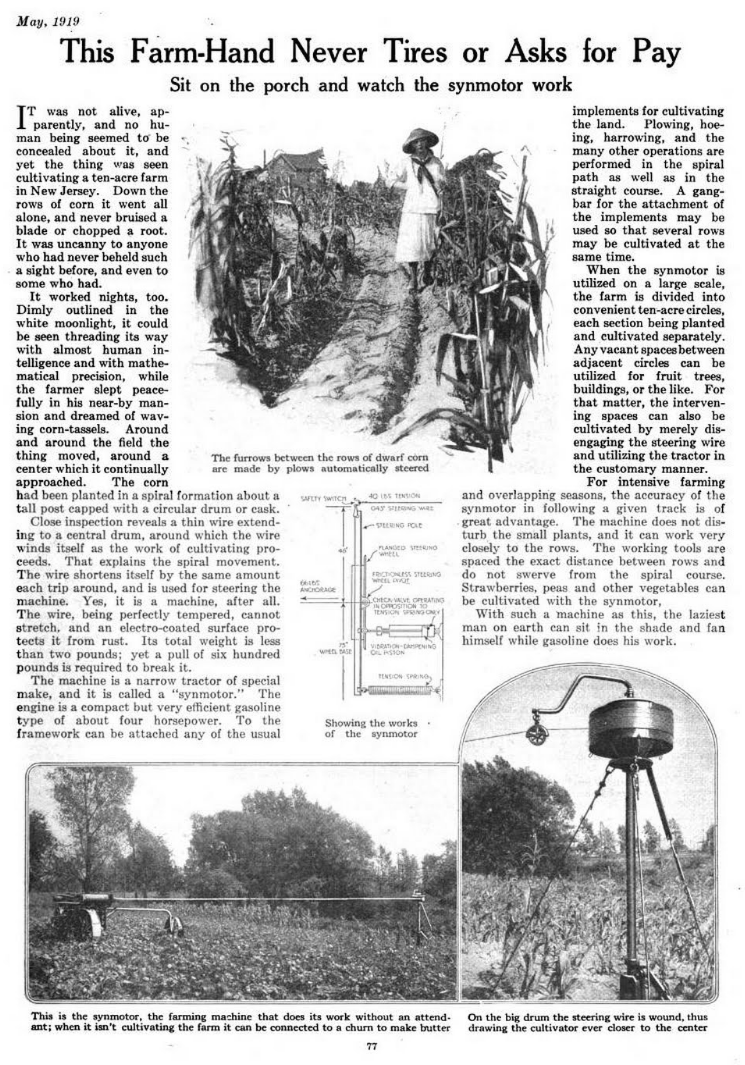
"Thợ nông này không bao giờ mệt và không yêu cầu lương": Một bước tiến trong quá trình cơ giới hóa nông nghiệp với máy cày chạy bằng xăng dẫn dây điện vào năm 1919.

Máy gieo hạt của Jethro Tull (khoảng năm 1701) là thiết bị cơ giới đầu tiên dùng để khoảng cách giữa hạt giống và đặt độ sâu, giúp tăng sản lượng và tiết kiệm giống. Đây là một phần quan trọng của Cuộc cách mạng Nông nghiệp ở Anh.
Trước đây, quá trình xử lý hạt được thực hiện bằng tay, sử dụng mọc, đòi hỏi nhiều lao động. Máy xử lý hạt, được phát minh vào năm 1794 nhưng không được sử dụng rộng rãi trong vài thập kỷ sau đó, đã đơn giản hóa quá trình và cho phép sử dụng sức mạnh của động vật. Trước khi có sự xuất hiện của cái găm lúa (khoảng năm 1790), một người lao động khỏe mạnh có thể gặt khoảng một mẫu Anh lúa mỗi ngày bằng cái dao lưỡi. Ước tính mỗi chiếc máy gặt reaper của Cyrus McCormick (khoảng những năm 1830) đã giải phóng năm người đàn ông để tham gia dịch vụ quân sự trong Cuộc Nội chiến Hoa Kỳ. Các sáng kiến sau này bao gồm máy gom và máy máy gặt đập bắp. Đến năm 1890, hai người và hai con ngựa có thể gặt, gom và đóng bao cho 20 mẫu Anh lúa mỗi ngày.
Trong thập kỷ 1880, máy gặt và máy xử lý hạt đã được kết hợp thành máy gặt đập bắp. Những máy này đòi hỏi đội ngựa hoặc lừa lớn để kéo. Sử dụng động cơ hơi nước để vận hành máy xử lý hạt đã xuất hiện vào cuối thế kỷ 19. Henry Ford, khi còn là một đứa trẻ, đã được truyền cảm hứng để xây dựng ô tô sau khi nhìn thấy một chiếc động cơ hơi nước tự di chuyển trên bánh xe cung cấp năng lượng tạm thời cho máy xử lý hạt cố định.
Sự xuất hiện của động cơ đốt trong đã đánh dấu sự xuất hiện của máy kéo động cơ đầu tiên vào đầu thế kỷ 1900, trở nên phổ biến hơn sau khi máy kéo Fordson (khoảng 1917) ra đời. Ban đầu, máy gặt và máy gặt đập bắp được kéo bởi đội ngựa hoặc máy kéo, nhưng vào những năm 1930, máy gặt tự động đã được phát triển.
Trong giai đoạn này, quảng cáo cho các thiết bị có động cơ đã cố gắng cạnh tranh với các phương pháp kéo bởi ngựa bằng lý luận kinh tế, nhấn mạnh rằng máy kéo "chỉ tiêu tốn nhiên liệu khi làm việc", một máy kéo có thể thay thế nhiều ngựa, và cơ giới hóa có thể giúp một người làm nhiều công việc hơn trong một ngày. Dân số ngựa ở Hoa Kỳ đã bắt đầu giảm vào những năm 1920 sau khi nông nghiệp và giao thông chuyển từ động cơ đốt trong. Số lượng máy kéo bán chạy nhất ở Hoa Kỳ đạt đỉnh vào khoảng năm 1950. Điều này đã giải phóng nhiều đất trước đây được dùng để nuôi dưỡng động vật kéo. Giai đoạn phát triển năng suất nông nghiệp lớn nhất tại Hoa Kỳ diễn ra từ những năm 1940 đến những năm 1970, khi nông nghiệp được hưởng lợi từ máy kéo động cơ đốt trong, máy gặt đập bắp, phân bón hóa học và Cách mạng Xanh.
Mặc dù vào những năm 1950, người nông dân ở Hoa Kỳ trồng ngô, lúa mạch, đậu nành và các loại cây nông nghiệp khác đã sử dụng máy móc thu hoạch và máy gặt đập để cắt và thu hoạch một cách hiệu quả, những người trồng rau và trái cây tiếp tục phải dựa vào người thu hoạch bằng tay để tránh làm tổn thương sản phẩm, đáp ứng yêu cầu về ngoại hình hoàn hảo của khách hàng. Sự cung cấp liên tục của người lao động không có giấy tờ từ Latin America để thu hoạch các mùa màng với mức lương thấp đã tiếp tục đánh bại nhu cầu về cơ giới hóa. Khi số lượng người lao động không có giấy tờ tiếp tục giảm sau khi đạt đỉnh vào năm 2007 do tăng cường tuần tra biên giới và cải thiện nền kinh tế Mexico, ngành công nghiệp sản xuất nông sản đang tăng cường việc sử dụng cơ giới hóa. Một số người ủng hộ cho rằng cơ giới hóa sẽ tăng năng suất và giúp duy trì giá thực phẩm thấp, trong khi các bảo vệ quyền của người lao động nông nghiệp cho rằng nó sẽ loại bỏ việc làm và mang lại lợi thế cho những người trồng trọt lớn có khả năng chi trả cho thiết bị cần thiết.

### Xu hướng áp dụng cơ cấu cơ điện
Áp dụng cơ cấu cơ điện đã mở rộng toàn cầu, nhưng phân bố không đồng đều và chưa đủ tại châu Phi, đặc biệt là khu vực dưới sa mạc. Cơ cấu cơ điện được giới hạn trong các hoạt động như thu hoạch và cày xới và hiếm khi được sử dụng trong sản xuất trái cây và rau quả trên khắp thế giới.
Việc áp dụng rộng rãi bắt đầu ở Hoa Kỳ, nơi máy kéo đã thay thế khoảng 24 triệu động vật kéo từ năm 1910 đến 1960 và trở thành nguồn cung cấp chính cho năng lực nông nghiệp. Vương quốc Anh bắt đầu sử dụng máy kéo vào thập kỷ 1930, nhưng sự biến đổi nông nghiệp tại Nhật Bản và một số nước châu Âu (Đan Mạch, Pháp, Đức, Tây Ban Nha và cựu Nam Tư) không xảy ra cho đến khoảng năm 1955. Sau đó, sự áp dụng cơ cấu cơ điện diễn ra nhanh chóng, hoàn toàn thay thế sự kéo cắt bằng động vật. Sử dụng máy kéo như nguồn cung cấp năng lực nông trại đã khuyến khích sự đổi mới trong các máy móc và thiết bị nông nghiệp khác, giúp giảm bớt công sức liên quan đến nông nghiệp và giúp nông dân thực hiện công việc nhanh hơn. Ở giai đoạn sau, máy móc cơ điện cũng gia tăng ở nhiều nước châu Á và Latinh.
Châu Phi dưới sa mạc là khu vực duy nhất không thể thấy sự tiến triển trong việc sử dụng cơ cấu cơ điện trong những thập kỷ gần đây. Một nghiên cứu trong 11 quốc gia đã xác nhận mức độ thấp của cơ cấu cơ điện trong khu vực này, chỉ có 18% hộ gia đình tham gia nghiên cứu truy cập được vào các thiết bị được máy kéo cung cấp. Phần còn lại sử dụng công cụ cầm tay đơn giản (48%) hoặc thiết bị được động vật vận hành (33%).

### Tác động đến việc làm
Từ ít nhất thế kỷ XIX, đã lo ngại về tác động xã hội và kinh tế tiêu cực của sự thay đổi công nghệ tiết kiệm lao động, đặc biệt là việc mất việc làm. Tuy nhiên, không có chứng cứ lịch sử cho rằng tự động hóa dẫn đến thất nghiệp hàng loạt. Thay vào đó, sự đổi mới và sử dụng công nghệ tiết kiệm lao động thường diễn ra chậm rãi và tự động hóa một công việc thường kích thích nhu cầu lao động cho các công việc khác. Tác động trực tiếp của tự động hóa đối với việc làm phụ thuộc vào yếu tố dẫn đến sự áp dụng của nó.
Nếu tăng lương và thiếu hụt lao động thúc đẩy tự động hóa, thì không có nguy cơ gây ra thất nghiệp. Tự động hóa cũng có thể kích thích việc làm trong nông nghiệp và giúp gia tăng sản xuất để đáp ứng nhu cầu thực phẩm đang tăng. Tự động hóa nông nghiệp là một phần của sự biến đổi cấu trúc xã hội, giải phóng dần lao động nông nghiệp và tạo cơ hội cho họ tìm việc làm trong các lĩnh vực khác. Tuy nhiên, tự động hóa bắt buộc, ví dụ như thông qua các khoản hỗ trợ của chính phủ, có thể dẫn đến tình trạng thất nghiệp gia tăng và lương bị giảm hoặc đứng đắn.
Tổ chức Nông nghiệp và Thực phẩm của Liên Hợp Quốc (FAO) khuyến nghị chính phủ không nên áp dụng các khoản hỗ trợ biến đổi tự động hóa gây sai lệch, vì có nguy cơ tạo ra thất nghiệp. FAO cũng khuyến nghị không nên hạn chế tự động hóa với suy đoán rằng điều này sẽ bảo tồn việc làm và thu nhập, vì điều này có thể làm cho nông nghiệp trở nên kém cạnh tranh và không hiệu quả. Thay vào đó, FAO đề xuất tạo điều kiện thuận lợi để áp dụng tự động hóa, đặc biệt là cho các nhà sản xuất nông nghiệp quy mô nhỏ, phụ nữ và thanh niên, và đồng thời cung cấp bảo vệ xã hội cho công nhân kỹ năng thấp, người có nguy cơ mất việc làm trong quá trình chuyển đổi.

## Các Ứng Dụng

### Chuẩn bị đất trồng
Mục đích chính của cày là lật đất trên cùng để đưa dưỡng chất mới lên mặt đất, đồng thời chôn vùi cỏ dại và các phần cây còn lại để phân hủy. Rãnh được tạo ra bởi cái cày được gọi là lúa. Trước khi trồng, một cánh đồng đã được cày thường được để khô và sau đó được xới bằng cái cào. Cày cấy và làm đất làm cho lớp đất trên cùng (độ sâu từ 12 đến 25 cm) trở nên đồng đều, nơi rễ cây phát triển mạnh nhất.
Ban đầu, người tiêu dùng sử dụng sức người để cày, nhưng việc sử dụng động vật nông trại hiệu quả hơn nhiều. Động vật đầu tiên được sử dụng là bò, sau đó là ngựa và lừa. Với sự xuất hiện của Cách mạng Công nghiệp, máy kéo được động cơ hơi nước kéo cày và sau đó được thay thế bằng máy kéo động cơ đốt trong vào đầu thế kỷ 20. Petty Plough là một phát minh đáng chú ý để cày đất trồng cây trên các vườn ươm ở Australia vào những năm 1930.
Sử dụng cái cày truyền thống đã giảm đi ở một số khu vực đang đối mặt với hỏng hói đất đai và sự xói mòn. Thay vào đó, người ta sử dụng cày cấy nông nông hơn hoặc các phương pháp làm đất bảo tồn ít xâm phạm hơn.

### Gieo hạt, trồng
Máy gieo hạt là thiết bị nông nghiệp giúp gieo hạt giống cho cây trồng bằng cách đặt chúng vào đất và chôn ở độ sâu cố định trong quá trình kéo bởi máy kéo, đảm bảo việc phân phối hạt giống đều đặn.

### Làm cỏ, phun thuốc
Kiểm soát cỏ dại là một phần của quá trình kiểm soát sâu bệnh, nhằm ngăn chặn hoặc giảm sự phát triển của cỏ dại, đặc biệt là cỏ dại có hại, để giảm sự cạnh tranh của chúng với thực vật và động vật mong muốn, bao gồm thực vật được trồng và gia súc trong nông nghiệp, cũng như trong môi trường tự nhiên để ngăn chặn các loài không bản địa cạnh tranh với các loài bản địa. Các phương pháp kiểm soát cỏ dại bao gồm cày cấy bằng cuốc, sử dụng máy cày, che phủ bằng lớp vật liệu, sử dụng nhiệt độ cao để làm héo, đốt cháy, và sử dụng thuốc diệt cỏ (thuốc diệt cỏ).

### Thu hoạch

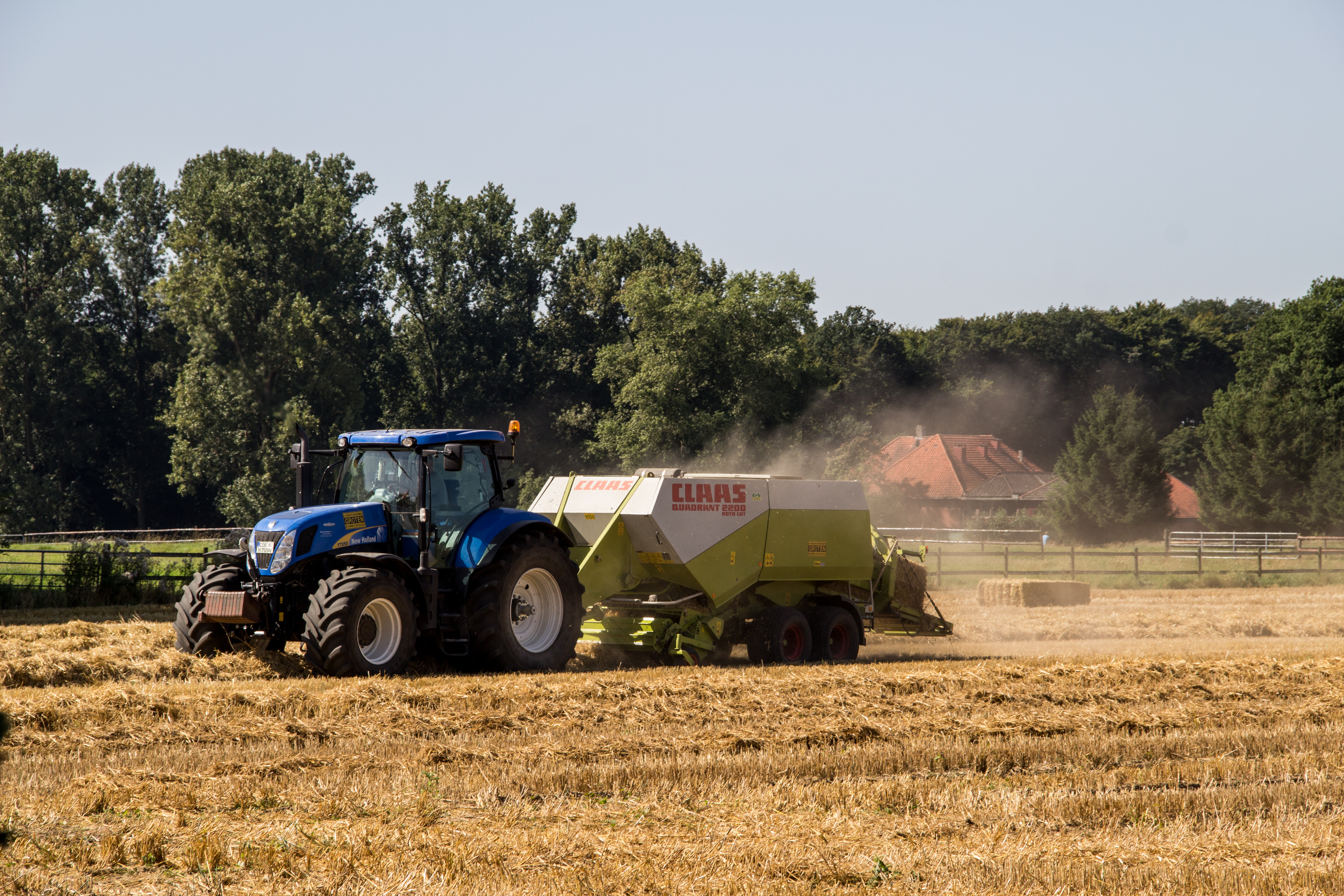
Xe máy kéo kéo theo máy nén bã mía tạo bao cỏ khô ở một cánh đồng ở Đức.

Măng tây hiện nay vẫn được thu hoạch bằng tay, chi phí lao động chiếm 71% tổng chi phí sản xuất và 44% tổng chi phí bán hàng. Măng tây khá khó thu hoạch do mỗi cây chín ở tốc độ khác nhau, gây khó khăn trong việc thu hoạch đồng đều. Dự kiến sẽ có máy thu hoạch măng tây nguyên mẫu – sử dụng cảm biến tia sáng để xác định măng tây cao hơn – sẽ được sử dụng thương mại.
Cơ giới hóa trong ngành sản xuất mâm xôi tại tiểu bang Maine đã giảm số lượng lao động di cư cần thiết từ 5.000 vào năm 2005 xuống còn 1.500 vào năm 2015, mặc dù sản lượng đã tăng từ 50-60 triệu bảng mâm xôi mỗi năm vào năm 2005 lên 90 triệu bảng vào năm 2015.
Vào năm 2014, máy thu hoạch ớt chuông đang được thử nghiệm bởi Đại học New Mexico. Mùa thu hoạch ớt chuông xanh New Mexico hiện nay vẫn được thực hiện bằng tay bởi công nhân ngoài cánh đồng, do ớt chuông dễ bị bầm dập. Ứng dụng thương mại đầu tiên đã bắt đầu vào năm 2015. Thiết bị này dự kiến sẽ tăng sản lượng mỗi acre và giúp đối phó với sự giảm diện tích trồng mạng và điều kiện hanh khô do thiếu lao động.
Vào năm 2010, khoảng 10% diện tích trồng cam chế biến tại Florida được thu hoạch bằng cách cơ giới hóa, chủ yếu bằng các máy rung tán cây cam. Cơ giới hóa đã tiến triển chậm do sự không chắc chắn về lợi ích kinh tế trong tương lai do sự cạnh tranh từ Brazil và sự tổn hại tạm thời đối với cây cam khi thu hoạch.
Đã có sự chuyển đổi liên tục sang thu hoạch cơ giới hóa của đào nho (được sử dụng chủ yếu trong chế biến đóng hộp) nơi chi phí lao động chiếm 70% tổng chi phí trực tiếp của người trồng. Vào năm 2016, 12% lượng đào nho từ quận Yuba County và Sutter County ở California sẽ được thu hoạch bằng cách cơ giới hóa. Đào nho tươi sẽ được bán trực tiếp cho khách hàng vẫn phải được thu hoạch bằng tay.
Vào năm 2007, thu hoạch cơ giới hóa của nho khô là 45%; tuy nhiên, tốc độ này đã giảm do nhu cầu và giá nho khô cao làm cho việc chuyển đổi từ lao động bằng tay ít cấp thiết hơn. Dòng giống nho mới được phát triển bởi USDA có thể khô trên cành và dễ dàng thu hoạch cơ giới hóa được kỳ vọng sẽ giảm nhu cầu lao động.
Dâu tây là loại cây trồng có giá trị cao nhưng chi phí cao với ngành kinh tế ủng hộ việc cơ giới hóa. Vào năm 2005, chi phí thu hoạch và vận chuyển được ước tính là 594 đô la cho mỗi tấn hoặc 51% tổng chi phí của người trồng. Tuy nhiên, tính mỏng manh của trái cây làm cho nó trở thành ứng viên ít có khả năng được cơ giới hóa trong tương lai gần. Một máy thu hoạch dâu tây được phát triển bởi Shibuya Seiki và ra mắt tại Nhật Bản vào năm 2013 có thể thu hoạch một trái dâu tây mỗi tám giây. Robot nhận dạng những trái dâu tây nào đã sẵn sàng để thu hoạch bằng cách sử dụng ba máy ảnh riêng biệt, sau đó một cánh tay cơ giới hóa cắt trái cây và đặt nó vào một cái giỏ một cách nhẹ nhàng. Robot di chuyển trên đường ray giữa các hàng dâu tây thường nằm trong những nhà kính cao. Máy này có giá 5 triệu yên. Một máy thu hoạch dâu tây mới được sản xuất bởi Agrobot, có khả năng thu hoạch dâu tây trên giường hydroponic nâng cao bằng 60 cánh tay cơ giới hóa dự kiến sẽ được phát hành vào năm 2016.
Từ năm 1965, việc thu hoạch cơ giới hóa của cà chua đã bắt đầu và tính đến năm 2010, hầu hết cà chua chế biến đều được thu hoạch bằng cách cơ giới hóa. Đến năm 2010, 95% sản lượng cà chua chế biến của Hoa Kỳ được sản xuất tại California. Mặc dù cà chua thị trường tươi có chi phí thu hoạch bằng tay đáng kể (vào năm 2007, chi phí thu hoạch bằng tay và vận chuyển là 86 đô la cho mỗi tấn, chiếm 19% tổng chi phí của người trồng), nhưng chi phí đóng gói và bán hàng là mối lo ngại lớn hơn (chiếm 44% tổng chi phí của người trồng), điều này có nghĩa rằng những nỗ lực tiết kiệm chi phí có lẽ sẽ được áp dụng ở đó.
Vào năm 1976, nhiều máy thu hoạch cà chua đã được trang bị máy quét tia hồng ngoại và cảm biến màu sắc để tách cà chua xanh dương trong số cà chua đỏ chín bằng ánh sáng hồng ngoại tại California. Điều này thay thế công việc của 5.000 người thu hoạch bằng tay, gây ra sự thay đổi trong số lượng lao động nông nghiệp và giảm lương cũng như thời gian làm việc ngắn hơn. Người lao động di cư đã bị ảnh hưởng nặng nề nhất. Để chống lại sự căng thẳng từ máy móc, đã tạo ra loại cà chua vỏ dày được gọi là VF-145 do Giáo sư G.C. Hanna của UC Davis lai tạo. Tuy nhiên, vẫn còn hàng triệu trái bị hỏng do va chạm và các nhà lai tạo trường đại học đã tạo ra một loại cà chua cứng cáp và không nhiều nước gọi là "vuông tròn". Trong vòng 10 năm, 85% trong số 4.000 người trồng cà chua ở California đã phải rút khỏi ngành kinh doanh. Điều này dẫn đến một ngành công nghiệp cà chua tập trung tại California "hiện nay đóng gói 85% sản phẩm cà chua của cả nước". Các cánh đồng đơn giống đã thúc đẩy sự phát triển nhanh chóng của dịch hại, đòi hỏi sử dụng "hơn bốn triệu pound thuốc trừ sâu hàng năm" ảnh hưởng lớn đến sức khỏe của đất, người làm nông và có thể là khách hàng.